# Sarah Puttemans
Sarah Puttemans (25 juni 1999) is een Vlaamse influencer. Ze heeft 262.000 volgers op Instagram (stand 30 december 2024).

## Biografie
Puttemans raakte onder het grote publiek bekend door haar deelname aan De Verraders in 2023. Datzelfde jaar nam ze deel aan MasterChef. Voorheen was ze te zien in Waarheid, durven of doen op VTM.
Medio 2023 nam ze enkele dagen geen nieuw beeldmateriaal op nadat ze achter het stuur van haar auto verlammingsverschijnselen kreeg en een nacht in het ziekenhuis opgenomen werd. Ze zag het als een noodkreet van haar lichaam en besloot het rustiger aan te doen.
In januari 2024 kreeg ze een administratieve boete van 2.000 euro van de Vlaamse Regulator voor de Media omdat ze zich tot tweemaal toe niet aan de regels rond adverteren op sociale media had gehouden. Ze was de eerste influencer in Vlaanderen die een dergelijke boete opgelegd kreeg.

## Televisie
- De Verhulstjes (2024) - als zichzelf
- De Verraders (2023) - als zichzelf (bondgenoot)
- MasterChef (2023) - als zichzelf
- Waarheid, durven of doen (2022) - als zichzelf

## Privé
Puttemans is sinds 2020 samen met Viktor Verhulst. Zij is de dochter van projectontwikkelaar Yves Puttemans.